# Brebbia
Brebbia är en ort och kommun i provinsen Varese i regionen Lombardiet i Italien. Kommunen hade 3 231 invånare (2018).